# Burnupia ingae
Burnupia ingae is een slakkensoort uit de familie van de Burnupiidae. De wetenschappelijke naam van de soort is voor het eerst geldig gepubliceerd in 1991 door Lanzer.

## Voorkomen
De soort is endemisch in Brazilië.